# VI Studencki Festiwal Jazzowy „Jazz nad Odrą”
VI Studencki Festiwal Jazzowy „Jazz nad Odrą” odbył się w dniach 7 - 9 marca 1969 roku.

## Laureaci
W kategorii zespołów tradycyjnych
- I - High Society (Gliwice)
- II - Big Band Stodoła (Warszawa)
- III - Sami Swoi (Wrocław)

Wyróżnienie:
- Old Metropolitan Jazz Band (Kraków)

W kategorii zespołów nowoczesnych
- I - Kwartet Zbigniewa Seiferta (Kraków)
- II - Trio Andrzeja Przybielskiego (Gdańsk)
- III - Duet Wacław Rezler - Marian Siejka (Łódź)

W kategorii solistów
- I - Andrzej Przybielski
- II - Zbigniew Seifert
- III - Marian Siejka

Wyróżnienia:
- Janusz Stefański
- Jacek Mikuła
- Bronisław Suchanek

Nagrody za kompozycje
- I - Andrzej Przybielski
- II - Wacław Rezler
- III - Andrzej Zubek

Nagrody specjalne
- Andrzej Zaucha (solista zespołu Dżamble)
- Aleksander Mazur (za kompozycję oratorium jazzowego Ziarnem tej ziemi)